# Richard Robert
Richard Robert (Vienne, 25 mars 1861 – Kaltenleutgeben, 1er février 1924) est un pianiste, compositeur, critique musical et administrateur autrichien, plus connu en tant que professeur de piano, de composition et de direction. En tant que professeur de piano viennois, Richard Robert est dans même souffle qu'Emil von Sauer et Teodor Leszetycki. Parmi ses plus remarquables étudiants, se trouve Kurt Adler, Hans Gál, Alfred Rosé, Clara Haskil, Rudolf Serkin et George Szell.

## Carrière
Richard Robert naît à Vienne,, Robert Spitzer, en 1861, retournant apparemment à son nom de naissance en 1920. Il étudie la musique au Conservatoire de Vienne sous la direction de Julius Epstein (un des professeurs de Gustav Mahler), Franz Krenn (autre professeur de Mahler et de Leoš Janáček) et Anton Bruckner. Il travaille ensuite en tant que chef d'orchestre (maître de chapelle) du théâtre et en tant que pianiste. Il était un ami de Johannes Brahms, avec qui il a discuté du Quintette à cordes de Bruckner,.
De 1885 à 1891, il édite la revue Neue Musikalische Rundschau. Il écrit également des critiques musicales pour des journaux tels que le Wiener Sonn-u. Montags-Zeitung et Illustriertes Wiener Extrablatt.
Il enseigne au Neues Wiener Konservatorium (« Nouveau conservatoire de Vienne ») et en 1909, pour un court laps de temps est devenu son directeur. L'un de ses élèves a quinze ans, Hans Gál, gagne son certificat d'enseignement de la musique en 1909. C'est grâce à Richard Robert que Gál trouve son mentor idéal, en la personne d'Eusebius Mandyczevski.
Le chef d'orchestre George Szell a commencé par l'étude du piano, avec Richard Robert, La première épouse de Szell, Olga Band, était un camarade de Robert. Ils se sont mariés en 1920, mais ont divorcé en 1926. Szell a écrit un témoignage pour le 60e anniversaire de Richard Robert, en soulignant sa gentillesse, son intégrité, sa pudeur et sa volonté d'aider, en dehors de ses compétences musicales.
Rudolf Serkin commence ses études avec Richard Robert, dès ses neuf ans, en 1912, après une audition à Pilsen pour Alfred Grünfeld, ou, tellement impressionné, il recommande Serkin pour étudier avec Robert à Vienne. Serkin fait ses débuts avec l'orchestre Symphonique de Vienne, la même année, en jouant le Concerto en sol mineur de Mendelssohn, mais sa famille refuse des invitations pour une tournée, préférant qu'il poursuive ses études avec Robert. Il a eu au moins une leçon de plus avec Robert longtemps après s'être établi comme pianiste de concert.
Le chef d'orchestre Kurt Adler a d'abord étudié le piano avec Robert, et il a dédié son livre The Art of Accompanying and Coaching (L'Art de l'accompagnement et de l'encadrement) à toutes les grandes influences musicales de sa vie, notamment Richard Robert,.
Parmi ses assistants, on trouve Anka Bernstein-Landau et son ancien élève, Vally Weigl,.
Richard Robert est également composé lui-même. Ses œuvres comprennent des lieder, musique de chambre et un opéra, Rhampsinit. Il est également président de la Wiener Tonkünstler-Verein (association des compositeurs de Vienne).
Lui et son épouse Laura, n'ont pas d'enfants, mais ont agi in loco parentis avec beaucoup de jeunes élèves. Richard Robert est décédé en Kaltenleutgeben (dans la banlieue de Vienne) en 1924, à 62 ans.
Durant le régime Nazi, Rudolf Serkin a aidé beaucoup de gens à échapper à la déportation, notamment la veuve de Robert, mais elle mourut à Vienne, avant qu'elle ne puisse être mise en sécurité aux États-Unis.

## Sources
- (en) Stephen Lehmann et Marion Faber, George Szell : A Life of Music, Urbana, University of Illinois Press, coll. « Music in American life », 2003, 360 p. (ISBN 978-0-252-08003-6, OCLC 840865758, lire en ligne)
- (en) Schenker Documents